# María Francisca de las Llagas de Nuestro Señor Jesucristo
Anna María Gallo, también conocida como santa María Francisca de las Cinco Llagas (6  de octubre de 1715 - 1791) fue una religiosa napolitana.

## Biografía
Anna Maria Gallo nació en Nápoles en una casa modesta de comerciantes de mercería. Hizo su primera Comunión a la edad de 7 años.
Su familia vivía en el Barrio Español llamado así porque las tropas españolas eran hospedadas ahí. Estaba cerca del Palacio Real, un barrio de casas bajas y de calles estrechas, con una reputación de mala fama.
Al final de la ocupación española, a esas casas se les fueron agregando varios pisos, para albergar a todas las personas que no tenían el derecho de construir fuera de los muros de la ciudad. Esto trajo una afluencia de población que se acomodaban en las casas llenas de promiscuidad, con riesgos de incendios y de violencia. Pero esta insalubridad favorecía también a las vocaciones religiosas, y el favor de la caridad, materializado por los conventos de las órdenes religiosas que ahí vivían.
La pequeña Anna Maria mostraría desde su más joven y tierna edad un gran fervor religioso. Frecuentaba la Iglesia de Santa Lucía de la Cruz y era llamada « la santarella » (la pequeña santa).
A la edad de 16 años, su padre quiso  que se casara con un hombre rico quien había pedido su mano, pero ella se negó y pidió unirse a la Tercera Orden Franciscana, a través de la cual podría vivir una vida religiosa en el hogar familiar. Los frailes de Nápoles formaron parte de la reforma de Pedro de Alcántara, y ellos y los terciarios bajo su gobierno eran conocidos por el rigor de sus vidas. A través de la intervención de un fraile, el padre Theophilus, su padre finalmente le concedió el permiso para entrar en la Orden.

### Vida monástica
Gallo fue recibida en la Orden el 8 de septiembre de 1731 y comenzó a llevar el hábito religioso de la Orden, que era una práctica poco común en esa época. Adoptó el nombre de María Francisca de las Cinco Llagas, por su devoción a la Santísima Madre, a san Francisco de Asís y a la Pasión de Cristo.  Continuó viviendo en el hogar familiar para servir a Dios como virgen consagrada, como era costumbre en aquellos días.
Anna María, bajo la dirección espiritual del Padre Giovanni Pessiri se fue a vivir en compañía de algunas hermanas terciarias, en una casa particular, desde la cual partían para llevar auxilio y asistencia a los pobres en nombre del Evangelio, donde permaneció hasta su muerte.

## Obras y milagros
Durante su vida, Anna Maria Gallo tenía el don de la profecía.
Después de su muerte numerosos prodigios e intercesiones le fueron atribuidos: Durante la Segunda Guerra Mundial, la ciudad de Nápoles fue duramente bombardeada. El barrio donde vivía la santa fue milagrosamente preservado así como el pequeño pueblo que vivía ahí.
Durante sus funerales, la gente rodeaba su féretro para hacerse de algunas reliquias, obligando a la Guardia Real a intervenir.
En la capilla donde descansan sus restos, existe una silla donde las mujeres deseosas de tener un hijo vienen a sentarse.

## Proceso de canonización

### Beatificación y Canonización
1. Beatificada el 12 de noviembre de 1843 por el Papa Gregorio XVI.
2. Canonizada el 29 de junio de 1867 por el Papa Pio IX.